# Daihatsu Terios
Daihatsu Terios – samochód o stałym napędzie na cztery koła. Auto produkowane tylko w Japonii i w ramach umowy licencyjnej w Malezji jako Perodua Kembara (największa firma motoryzacyjna Malezji) oraz na rynek indonezyjski jako Daihatsu Taruna. Terios był także sprzedawany do Chin, gdzie model skopiowano i stworzono chińską wersję auta. W następstwie tego faktu Daihatsu wycofało się na pewien czas ze sprzedaży w Państwie Środka. Model w ramach japońskiego rządowego programu rozwoju małych silników i aut tzw. "Kei-Car" początkowo był produkowany z silnikiem 660 cm3. Auto z tym silnikiem jest nadal w ofercie firmy na rok 2011. Ten model oferowany był tylko w Japonii jako Toyota Cami. Wersja z silnikiem 1.3 od roku 1997 była dostępna w wielu krajach na świecie. Model produkowano niezmieniony do połowy 2000 roku. W połowie tegoż roku ukazał się odmłodzony Terios, który przeszedł lifting silnika.Pierwsza wersja posiadała w silniku pasek rozrządu .Po lifcie w 2000 roku silnik dość gruntownie zmodernizowano co spowodowało wzrost mocy o 3KM a w silniku zastosowano łańcuch rozrządu. Zmiany nastąpiły także na zewnątrz: nowy zderzak przedni oraz inny grill i maska przednia. W wersji poliftingowej pojazd otrzymał także nowo wykonane lampy przednie, które nie były już szklane. Wewnątrz pojazdu zastosowano nowe obicia tapicerki, zmieniono całkowicie konsolę z zegarami i różnymi klawiszami oraz kierownicę. Przed liftingiem była dostępna tylko wersja z niebieskimi zegarami analogowymi. Po liftingu w 2000 r. auto można było zamawiać w 3 opcjach zegarów w konsoli, które były białe z komputerem elektronicznym lub analogowym licznikiem kilometrów. Auto było także oferowane z fabryczną instalacją gazową (na zamówienie). W wyposażeniu seryjnym był stały napęd 4WD z centralnym mechanizmem różnicowym (z którego można było zrezygnować) na model tylko 2WD, wspomaganie układu kierowniczego, 2 poduszki, immobilizer. W opcjach wersji lepiej wyposażonych były także elektryczne szyby (tylko przednie). Wersje na rynek japoński miały wszystkie szyby elektryczne, elektrycznie sterowane lusterka, pilot centralnego zamka, klimatyzację, aluminiowe felgi, halogeny w zderzaku przednim, relingi dachowe i ABS. Teriosa eksportowano do Europy do 2005 roku. Modelu nie zaprzestano produkować, gdyż nadal jest dostępny w ofercie w Japonii w cenie 17.800 dolarów amerykańskich jako Daihatsu Terios Kid w wersji 2WD oraz 19.800 dolarów w wersji 4WD. W roku 2006 ukazał się następca modelu w całkowicie nowej szacie. Nowy model nazwano tak samo jak poprzednika Terios z wyjątkiem Japonii, gdzie jest oferowany jako Daihatsu Be-Go lub Toyota Rush. Auto w Polsce nie było oferowane w sprzedaży. Teriosy, które poruszają się po krajowych drogach to wynik prywatnego importu tych aut z Zachodu Europy. Generacja druga Teriosa od premiery w 2006 roku jest oferowana na rynku polskim.

## Daihatsu Terios II
W 2006 roku na salonie w Genewie premierę miała druga generacja Teriosa o uatrakcyjnionej stylistyce (sportowy rozstaw osi, muskularna sylwetka, przestronna kabina), powiększonych nieco wymiarach i nowocześniejszej technice. Oferowana jest w wersji 2WD lub 4WD. Poza Europą auto dostępne jest także w wersji siedmioosobowej. Auto oferowane jest z fabryczną instalacją gazową (na zamówienie). Druga generacja posiada silnik spełniający normy emisji spalin EURO 4. Model produkowany tylko z silnikiem benzynowym 1.5-I DVVT DOHC 16 zaworowy 105 KM. Silnik na łańcuchu rozrządu. Auto osiąga 100 km/h w 12,4 s, prędkość maksymalna 160 km/h. W roku 2009 auto poddano trudnemu do zauważenia w porównaniu z autem z początku produkcji poprawieniu wyglądu. Przedni zderzak został w niewielkim stopniu zmieniony, poprawiono także minimalnie listwy boczne oraz boczne nadkola, a także wygląd kratki wlotowej w grillu i światła tylne. We wnętrzu poprawiono obudowę zegarów, i dodano im srebrne ramki. Usprawniono silnik, co wpłynęło na mniejsze zużycie paliwa. Wprowadzono także nowe rodzaje alufelg do wyboru.
Druga wersja sprzedawana jest na rynki azjatyckie nadal jako: Toyota Rush oraz Daihatsu Be Go (w Japonii) lub Perodua Nautica (w Malezji), a w krajach Ameryki Łacińskiej i afrykańskich jako Daihatsu Terios.
Wyposażenie Teriosa obejmuje: ABS, EBD, 6 poduszek (w najbogatszej wersji, standardowo posiada 4 poduszki), klimatyzację, alufelgi i światła LED, elektryczne lusterka oraz szyby, zamek centralny z pilota.